# Sitio de Constantinopla (821-823)
El sitio de Constantinopla (821-823) fue un asedio por parte del general Tomás el Eslavo en la capital del Imperio bizantino durante las revueltas del 820-823 contra el emperador Miguel II. El asedio no tuvo éxito.

## Preludio
Tras asesinar Miguel II a León V el Armenio y proclamarse emperador, Tomás consiguió el apoyo de las Themas (provincias) de Asia Menor, donde gozaba de gran popularidad y legitimidad al reclamar la venganza por la muerte del León V el armenio, así como del califato abasí (con quienes había estado conviviendo durante más de 25 años), y de los distintos pueblo del Cáucaso. Por su parte, tras su proclamación imperial, Miguel poseía el apoyo de la capital y de la administración, las themas de Europa (aunque durante la revuelta algunas acabaron apoyando a Tomás), y los búlgaros.
Tomás, tras derrotar a las tropas leales a Miguel II en Anatolia, se planteó dirigirse directamente hacia Constantinopla. Para ello, reforzó la flota de la que disponía, y se dispuso a cruzar el estrecho que separa Asia de Europa.
Tras desembarcar en Europa, las poblaciones recibieron a Tomás eufóricamente como si se tratará de un libertador, engrosando las filas de su ejército con hasta 80.000 hombres. Mientras tanto, las defensa de Constantinopla estaban en manos de la tropa de élite imperial y un cuerpo de unos 35.000 hombres, aunque habiéndose preparado para un asedio tras reparar las murallas y bloquear la entrada al Cuerno de Oro mediante cadenas, y asignando a la marina imperial las defensas desde el mar.

## El asedio
Tras la escasa resistencia por parte de la marina imperial, se consiguió romper las barreras y plantarse el ejército rebelde frente a la ciudad imperial.
El asedio se inició en diciembre atacando 3 puntos diferencias de las murallas de Teodosio para realizar una demostración de fuerza y conseguir una deserción por parte de los defensores, pero la artillería imperial se mostró superior y se rechazaron de forma efectiva todos los ataques. Tras estos intentos, se pospusieron todos los ataques hasta la primavera del año siguiente.
Durante el invierno, Miguel reforzó las murallas y las tropas, repeliendo los próximos ataques y derrotando la armada imperial a la flota de Tomás, que tuvo que pedir ayuda a los themas griegos para que aportaran nuevos barcos y poder recuperar la potencia de la flota. Pese a esto, gracias al uso del fuego griego, la armada rebelde volvió a ser derrotada, lo que aseguró a Miguel el control del Mar, aunque Tomás mantenía la superioridad en tierra. Todos los intentos posteriores no supusieron una victoria decisiva por parte de ningún bando.
Finalmente, Miguel recurrió a la ayuda del ejército búlgaro para desequilibrar la balanza, y obligó a Tomás a levantar el asedio para enfrentarse a las tropas del Kan Omurtag. Pese a que parece que salió victorioso (debido a la disparidad de fuentes que otorgan la victoria a cada bando), Tomás no fue capaz de volver a reanudar el asedio.

## Consecuencias
Tras la retirada, Tomás se vio obligado a refugiarse en Tracia, donde acabó siendo capturado y ejecutado por las tropas de Miguel II.
La guerra civil supuso el debilitamiento del imperio en un momento en que los árabes estaban en expansion. Se perdió en los años posteriores tanto Sicilia como Creta, lo que hizo insegura la navegación por el Egeo y otros puntos del mediterráneo.